# دونالد أو. رايت
دونالد أو. رايت هو محامي وسياسي أمريكي، ولد في 18 نوفمبر 1892 في مينيابوليس في الولايات المتحدة، وتوفي في 24 يوليو 1985 في سانت لويس بارك في الولايات المتحدة. نشط حزبياً في الحزب الجمهوري. وقد انتخب عضو مجلس ولاية مينيسوتا ‏ وانتخب عضو مجلس نواب مينيسوتا ‏ وانتخب Lieutenant governor ‏.